# Glimminge motorstadion

Glimminge motorstadion är en motorstadion belägen en liten bit utanför Uddevalla. Där finns en motocrossbana, en endurobana och en gokartbana. Där hålls det årligen  VM i motocross under namnet Uddevalla GP of Sweden. Glimmingen är hemmabana för klubben BMK Uddevalla

http://www.uddevallagp.com/